# Roydon Island
Roydon Island är en ö i Australien. Den ligger i delstaten Tasmanien, i den sydöstra delen av landet, omkring 330 kilometer norr om delstatshuvudstaden Hobart.
Genomsnittlig årsnederbörd är 724 millimeter. Den regnigaste månaden är augusti, med i genomsnitt 89 mm nederbörd, och den torraste är januari, med 26 mm nederbörd.